# Amanda (backupsystem)
 For alternative betydninger, se Amanda. (Se også artikler, som begynder med Amanda)
Amanda, (Advanced Maryland Automatic Network Disk Archiver,) er et backup-system.
Man må ikke forveksle Amanda backupsystem med det forvaltningssystem, som Arbejdsformidlingen i 1990'erne fik udviklet.
Amanda giver systemadministratoren mulighed for at lade en enkelt master-backup-server sikkerhedskopiere flere computere over datanettet til båndstationer, diske eller optiske medier som cd-rom'er eller dvd'er. 
Det bruger Linux dump og/eller GNU tar-faciliteter og kan sikkerhedskopiere et stort antal arbejdsstationer, som kører forskellige versioner af Linux eller Unix.
Amanda bruger Samba, Cygwin eller en Windows-klient til at tage backup på Microsoft Windows desktops og servere.